# Victor Van Schil
Victor (Vic) Van Schil (Nijlen, 21 de desembre de 1939 - Nijlen, 30 de setembre de 2009) va ser un ciclista belga, que fou professional entre 1961 i 1977
En el seu palmarès destaquen dues victòries d'etapa a la Volta a Espanya, el 1964 i el 1968 i la Fletxa Brabançona de 1968.
Company d'equip de Raymond Poulidor de 1962 a 1966 a l'equip Mercier-BP, més tard es convertí en un fidel lloctinent d'Eddy Merckx durant nou anys, primer al Faema (1968-1970) i després al Molteni (1971-1976). Destaca la seva participació a la Lieja-Bastogne-Lieja de 1969, en què junt amb Merckx atacaren a manca de 80 km per la meta i arribaren amb més de 8' sobre el tercer classificat, Barry Hoban.
Van Schil se suïcidà als 69 anys, a casa seva, el 30 de setembre de 2009 víctima d'una depressió.

## Palmarès
- 1961
  - Vencedor d'una etapa de la Volta a Bèlgica amateur
- 1962
  - 1r al Tour de Condroz
- 1963
  - 1r a la Copa Sels
  - 1r del Premi d'Heist-op-den-Berg
- 1964
  - 1r al Circuit del Centre de Bèlgica
  - Vencedor d'una etapa de la Volta a Espanya
- 1966
  - 1r del Premi d'Heist-op-den-Berg
  - Vencedor d'una etapa de la Volta a Bèlgica
- 1967
  - 1r al Tour de Valònia
- 1968
  - 1r a la Fletxa Brabançona
  - 1r del Premi d'Heist-op-den-Berg
  - Vencedor d'una etapa de la Volta a Espanya
- 1969
  - Vencedor d'una etapa de la Volta a Mallorca
- 1970
  - 1r al Tour de Condroz
- 1972
  - 1r al Tour de Condroz
  - 1r al Gran Premi E5

### Resultats al Tour de França
- 1962. 17è de la classificació general
- 1963. 22è de la classificació general
- 1964. 32è de la classificació general
- 1965. 41è de la classificació general
- 1966. 72è de la classificació general
- 1967. 28è de la classificació general
- 1969. 29è de la classificació general
- 1970. 68è de la classificació general
- 1971. 21è de la classificació general
- 1972. Abandona (3a etapa)
- 1974. 36è de la classificació general

### Resultats a la Volta a Espanya
- 1964. 12è de la classificació general. Vencedor d'una etapa
- 1965. 13è de la classificació general
- 1968. 23è de la classificació general. Vencedor d'una etapa
- 1973. 13è de la classificació general

### Resultats al Giro d'Itàlia
- 1968. Abandona
- 1969. Abandona
- 1970. 23è de la classificació general
- 1972. 27è de la classificació general
- 1973. 31è de la classificació general
- 1974. 51è de la classificació general